# Èsquil de Rodes
Èsquil de Rodes (en llatí Aeschylus, en grec antic Αἰσχύλος "Aiskhúlos") fou un governador de l'illa de Rodes nomenat per Alexandre el Gran l'any 332 aC.
No se'n torna a parlar fins al 319 aC quan traslladava sis-cents talents de plata des de Cilícia a Macedònia amb quatre vaixells que van ser interceptats a Efes per Antígon, i va usar els diners per pagar als seus mercenaris. En parlen Flavi Arrià, Diodor de Sicília i Quint Curci Ruf.